# Yajnú
En el marco del hinduismo, Yajnú o Jahnu fue un antiguo y poderoso rey y rishi (sabio meditador).

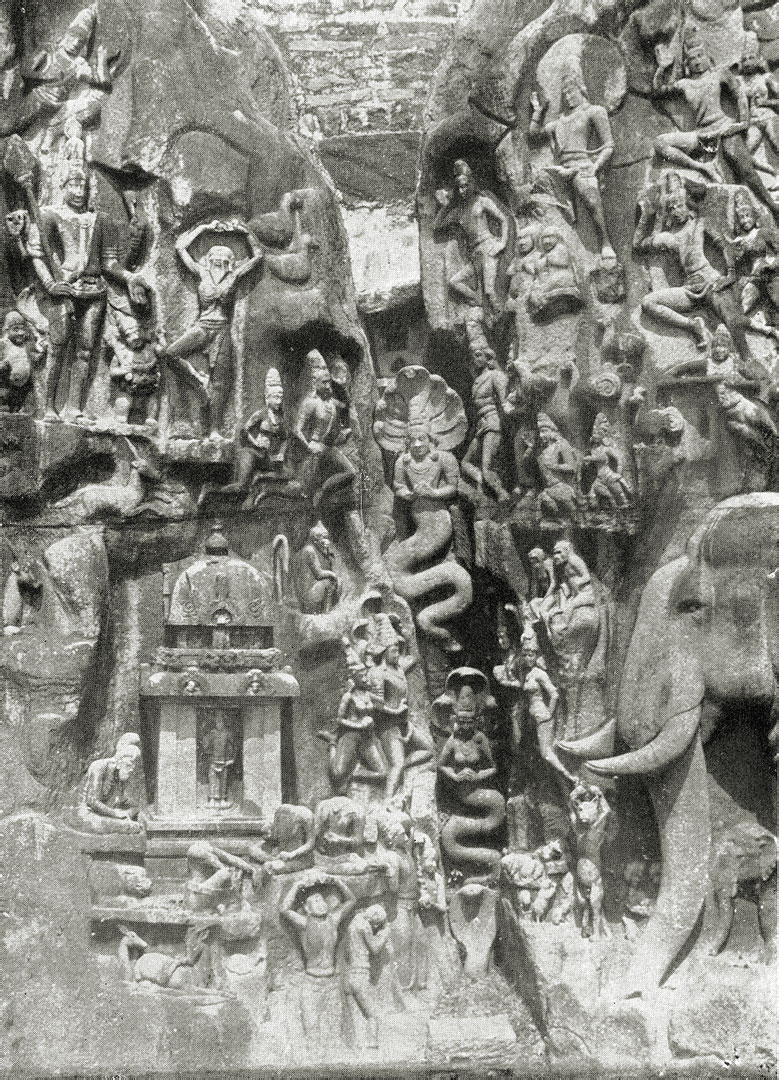
Relieve (9 × 27 m) del descenso de la diosa Ganga, en MajaBaliPuram (Tamil Nadú).

- jahnú, en el sistema AITS (alfabeto internacional para la transliteración del sánscrito).
- जह्नु, en escritura devanagari del sánscrito.
- Pronunciación: [yajnú].[1]

Era hijo de Aja Midha, nieto de Sujotra, bisnieto de Kuru, y tataranieto de Jotraka; ancestro de los Kuśikas.
Aparece en la historia del río Ganges con el rey Bhaguiratha.
El rey Bhaguiratha había realizado muchos años de austeridades para hacer que el río Ganges descendiera del Cielo a la Tierra.
El río debería cruzar toda la India, llegar al océano y desde allí caer hasta las regiones infernales (que los hindúes aún hoy creen que están más allá del «borde» del océano) para lavar las cenizas de los antepasados de Bhaguiratha (los 60 000 hijos de Sagara, rey de Aiodhia).
Cuando la diosa Ganga llegó a la Tierra después de frenar su caída en los enmarañados mechones de cabello del dios Shivá, sus aguas torrenciales destruyeron involuntariamente el sitio donde Yajnú estaba realizando su meditación. 
Iracundo, el sabio bebió inmediatamente todas las aguas del río.
Al ver esto, los dioses oraron al sabio que la liberara, para que ella pudiera cumplir con su tarea de liberar las almas de los antepasados de Bhaguiratha.
Yajnú se calmó y liberó al río Ganges desde su oído.
Por eso el río Ganges fue conocido también como:
- Yajnávi (según el Rig-veda 1.116.19 y 3.58.6).
- Yajnú-kanyā.
- Yajnú-kanyā (‘hija de Yajnú’), según el Majábharata 13.645.
- Yajnú-tanayā.
- Yajnú-prajā.
- Yajnú-sutā (según el Majábharata 1.3913 y el Ramáiana 1.44.39.

Esta historia se cuenta en el Majábharata 1.12, en el Ramaiana 1.44.35, en el noveno canto del Bhágavata-purana y en el Jari-vamsha.

## Otros significados de Yajnú
- Otro nombre de Visnú
- Nombre de un rishi durante el cuarto manuantara (actualmente estamos en el séptimo manuantara).[2]
- Nombre de una caverna en los Himalaya, desde donde el río Ganges surgió.
- Yajnú-saptami es el 7.º día de la mitad luminosa del mes de vaishakha, cuando sucedió el descenso del Ganges.